# Coll de Móra (Falset)
El Coll de Móra és una serra situada entre els municipis de Falset i de Marçà a la comarca del Priorat, amb una elevació màxima de 372 metres.